# Aranga (Galicien)
Aranga ist eine spanische Gemeinde in der Autonomen Gemeinschaft Galicien. Aranga ist auch eine Stadt, eine Parroquia und der Verwaltungssitz der gleichnamigen Gemeinde. Die 1.799 Einwohner (Stand: 2024), leben auf einer Fläche von 119,59 km², 45,8 km von der Provinzhauptstadt A Coruña entfernt.

## Gemeindegliederung
Die Gemeinde Aranga ist in sechs Parroquias gegliedert:
| Parroquias               | Patrozinium  | Einwohner 2024 | Fläche km² | Dichte Einw./km² | Höhe msnm | Ortskennzahl |
| ------------------------ | ------------ | -------------- | ---------- | ---------------- | --------- | ------------ |
| Aranga                   | San Paio     | 438            | 36,78      | 12               | 260       | 15003010000  |
| Cambás                   | San Pedro    | 369            | 27,66      | 13               | 535       | 15003020000  |
| Feás                     | San Pedro    | 113            | 6,80       | 17               | 292       | 15003030000  |
| San Vicente de Fervenzas | San Vicente  | 222            | 12,75      | 17               | 380       | 15003040000  |
| Muniferral               | San Cristovo | 271            | 13,34      | 20               | 301       | 15003050000  |
| Vilarraso                | San Lourenzo | 402            | 22,15      | 18               | 470       | 15003060000  |

## Wirtschaft
| Ackerbau, Viehzucht und Fischerei                                                  | 185 | 026,73 |
| Industrie                                                                          | 090 | 013,01 |
| Bauwirtschaft                                                                      | 039 | 05,64  |
| Dienstleistungsbetriebe                                                            | 378 | 054,62 |
| Total                                                                              | 692 | 100,00 |
| * Daten aus dem Statistischen Amt für Wirtschaftliche Entwicklung in Galicien, IGE |     |        |